# Джон Катко
Джон Майкл Катко (англ. John Michael Katko; нар. 9 листопада 1962, Сірак'юс, Нью-Йорк) — американський політик-республіканець, член Палати представників США від 24-го округу штату Нью-Йорк з 2015 року.

## Біографія
У 1984 він закінчив Ніагарський університет, а у 1988 отримав ступінь доктора права у Сірак'юському університеті. Катко був адвокатом, з 1991 по 1995 він працював у Комісії з цінних паперів і бірж, з 1995 по 2014 обіймав різні посади у Федеральному міністерстві юстиції.